# Santiago Jamiltepec
Jamiltepec es una localidad mexicana situada en Oaxaca, al sur del estado y del país. Se caracteriza por tener un relieve costero, clima cálido, su orografía está situada en las montañas se explotan minas de oro y plata. Su población está compuesta por grupos indígenas, mayoritariamente. Cuenta con 2 relojes de sol situados en el parque, enfrente de estos se encuentra la Iglesia Católica construida por Dominicos. Su Iglesia es la más hermosa del pueblo, asimismo sus relojes son únicos en toda la costera.
En nahuatl, la palabra Jamiltepec significa "Cerro de Adobe", en mixteco Jamiltepec se dice "Casandoo" y se le atribuyen a la palabra dos significaciones y etimologías de naturaleza muy diferente. Casandoo podría descomponerse en "Casa" "Ndoo", que en mixteco significa adobe (ladrillo de barro cocido al sol), el primer vocablo "Casa" en español, el segundo "Ndoo" es mixteco; juntos significan casa de adobe. 
El origen de Jamiltepec está rodeado de mitos, por lo cual es difícil distinguir la realidad de la fantasía.  Cuenta la leyenda que Casando`o, un soberano mixteco, empezó a tener disputas con varios rebeldes de la región mixteca. Debido a las intrigas de estos grupos, la separación entre Casando´o y el rey de Tututepec fue inevitable. 
Gracias a lo anterior, empezó a erigir templos y viviendas, utilizando como material de construcción la piedra y el adobe. Se dice que gozaba de buen nombre delante de la gente del pueblo. Fue ahí cuando se enamoró de una joven quien, dos años más tarde le daría a luz un hijo varón que recibiría el nombre de Jamilli, en memoria de las construcciones del pueblo.  Desafortunadamente, un águila real le arrebató el niño a la nodriza y voló con dirección al este. Casando´o envió a sus hombres en busca del águila. Estos la localizaron demasiado tarde, pues al pie de un gran árbol se encontró la sangre regada del niño, él águila lo había devorado. Fue así como Casndo´o ordenó a su gente que se fueran a vivir a este lugar, donde se construyeron casas de adobe y piedra y se le nombró el reino de Jamiltepec, en recuerdo de su hijo. 
Cuenta la leyenda, que donde se ubica la actual iglesia, fueron encontrados los restos del pequeño Jamilli.
Esta leyenda sitúa la fundación de Jamiltepec como contemporánea a la conquista. Por su parte numerosos ancianos de Jamiltepec remontan el origen de su pueblo a los primeros años que siguieron a la conquista. Uno de ellos relata: vino un señor alto, güero, vino a hablar, enseñar en castellano; era un representante de México; así todos los de Yucuchacua lo vinieron a escuchar y se quedaron a vivir aquí. Después hicieron la iglesia.

## Demografía
Según el Conteo de Población y Vivienda 2005, efectuado por el Instituto Nacional de Estadística y Geografía, Santiago Jamiltepec tenía 9303 habitantes, en 2010 la población era de 10.107 habitantes, y para 2020 había 10.387 habitantes de los cuales 4873 son del sexo masculino y 5514 del sexo femenino.
| Gráfica de evolución demográfica de Macayo 2da. Sección entre 2005 y 2020 |
|                                                                           |
| INEGI.                                                                    |